# 埃图尔维
埃图尔维（法語：Étourvy，法語發音：[etuʁvi]）是法国奥布省的一个市镇，属于特鲁瓦区。

## 地理
埃图尔维（47°57'26"N, 4°7'49"E）面积15.41 平方千米，位于法国大東部大區奥布省，该省份为法国中北部省份，北起马恩省，西接塞纳-马恩省，西南至约讷省，东南至科多尔省，东临上马恩省。
与埃图尔维接壤的市镇（或旧市镇、城区）包括：巴尔诺拉格朗日、沙瑟雷、谢莱、维利耶勒布瓦、梅利塞、坎斯罗、特里谢。

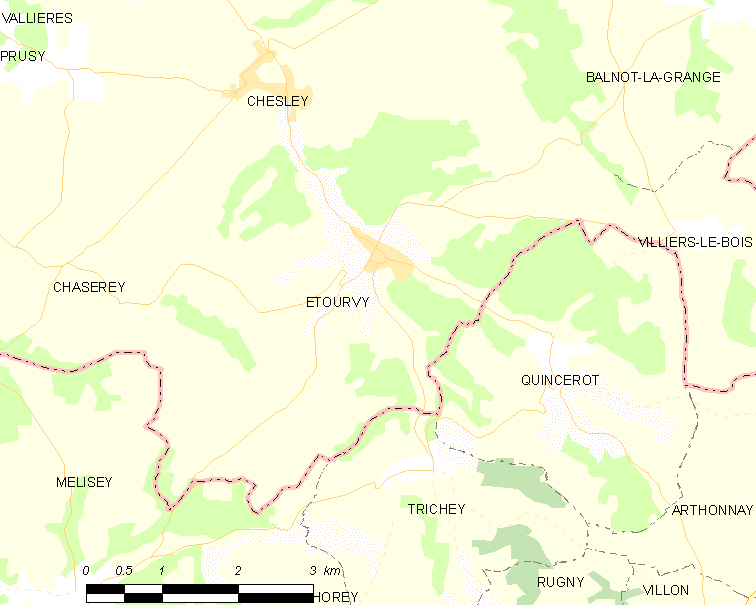
埃图尔维的OSM定位图

埃图尔维的时区为UTC+01:00、UTC+02:00（夏令时）。

## 行政
埃图尔维的邮政编码为10210，INSEE市镇编码为10143。

## 政治
埃图尔维所属的省级选区为莱里塞县。

## 人口

1962-2008年间埃图尔维人口变化图示

埃图尔维于2022年1月1日时的人口数量为144人。